# 5가지 성격 특성 요소
5가지 성격 특성 요소(Big Five personality traits) 또는 5요인모델(Five factor model,FFM)은 심리학에서 경험적인 조사와 연구를 통하여 정립한 성격 특성의 다섯 가지 주요한 요소 혹은 차원을 말한다. 신경성, 외향성, 친화성, 성실성, 경험에 대한 개방성의 다섯 가지 요소가 있으며, 폴 코스타 주니어(Paul Costa Jr.)와 로버트 맥크레(Robert McCrae)에 의해서 집대성된 모델로 다양한 나라들에서 그 유효성이 확인된 바 있다. 현대 심리학에서 가장 널리 인정받고 있는 요인분석에 기반한 성격이론 및 특성이론(trait theory)이다.
수많은 연구 결과 성격 5요인 이론이 개인의 행복, 신체적·정신적 건강, 종교성, 정체성뿐 아니라 가족, 친구, 연인 사이에서의 각종 관계적 결과들 및 직업 선택, 직무 만족도, 수행, 사회 참여, 범죄 행동, 정치적 입장 같은 요소들을 잘 예측한다는 것이 밝혀졌다.
이 이론을 토대로 한 검사로는 NEO PI-R 성격 검사지가 있다. 이러한 Big 5 모델은 다양한 자료에서 신뢰성과 타당성을 가진다. 칼 융의 정의와는 성격 특성 요소가 좀 다르며 칼 융의 외향성에 포함된 특성이 우호성이나 신경성 등 다른 요소로 변환되고 외향성은 외부에 대한 탐구욕이나 공격성이 제외된 사교성에 가까워졌다.

## 개괄

OCEAN model

성격이란 특정 상황에서 개인이 어떻게 행동할 것인가를 예측할 수 있게 해주는 것, 인간의 모든 행동과 관련되어 있는 것을 말한다. 5가지 성격 요소와 간단한 설명은 아래와 같다.
- 경험에 대한 개방성(Openness to experience) - 상상력, 호기심, 모험심, 예술적 감각 등으로 보수주의에 반대하는 성향
  - 개인의 심리 및 경험의 다양성과 관련된 것으로, 지능, 상상력, 고정관념의 타파, 심미적인 것에 대한 관심, 다양성에 대한 욕구, 품위 등과 관련된 특질을 포함

- 성실성(Conscientiousness) - 목표를 성취하기 위해 성실하게 노력하는 성향
  - 과제 및 목적 지향성을 촉진하는 속성과 관련된 것으로, 심사숙고, 규준이나 규칙의 준수, 계획 세우기, 조직화, 과제의 준비 등과 같은 특질을 포함

- 외향성(Extraversion) - 다른 사람과의 사교, 자극과 활력을 추구하는 성향
  - 사회와 현실 세계에 대해 의욕적으로 접근하는 속성과 관련된 것으로, 사회성, 활동성, 적극성과 같은 특질을 포함

- 우호성(Agreeableness) - 타인에게 반항적이지 않은 협조적인 태도를 보이는 성향
  - 사회적 적응성과 타인에 대한 공동체적 속성을 나타내는 것으로, 이타심, 애정, 신뢰, 배려, 겸손 등과 같은 특질을 포함

- 신경성(Neuroticism) - 분노, 우울함, 불안감과 같은 불쾌한 정서를 쉽게 느끼는 성향
  - 걱정, 부정적 감정 등과 같은 바람직하지 못한 행동과 관계된 것으로, 걱정, 두려움, 슬픔, 긴장 등과 같은 특질을 포함(정서적 안정성은 정서적 불안정성과 반대되는 특징)

이 다섯 가지 요소로 이루어진 모델은 영문 스펠링의 첫 자를 따서 OCEAN 모델이라고 불리기도 한다. 이 5가지 요소들은 보통 50%를 기준으로 측정된다. 예를 들어 성실성 수치가 80%라면 책임감과 질서 정연함을 남보다 중시 여긴다는 뜻이고, 외향성 수치가 5%라면 타인과의 교류보다는 고독함과 평정심을 즐긴다는 것을 나타낸다.
5가지 요인은 일상적인 용어를 통해 분류된다는 점이 특징이다. 이 모델에서는 각 요인들이 생물학적 기반을 가지고 있다고 본다. 즉 개인의 유전(생물학적 기반)에 의해서 5 요인을 모두 가지고 있고, 특정 요인의 더 강하고 약한 것은 이미 유전적으로 정해졌지만 심리적 발달을 하면서 개인적 차이가 생긴다고 본다. 기본적으로 생물학적인 경향성에서 시작하기 때문에 기본적 성격은 타고나지만 발달 환경이 그 유전자의 발현/비발현에 영향을 준다고 본다. 예를 들어, 조선시대의 여성의 경우, 유전적으로 외향성이 높게 타고 났음에도 불구하고, 억압적인 사회적 환경 아래서 발달하다보면 외향성이 발현되지 않을 수 있다. 이처럼 유전적인 면을 강조하기 때문에 5요인과 연관된 요소들에서의 차이는 유전적 영향으로 설명할 수 있다고 본다.

## 적용
- Fundamental lexical hypothesis: 심리 어휘적 접근
  - 특성 이론에서는 가장 중요한 개인차 속성은 한 단어로 그 문화의 자연 언어에 포함된다고 가정한다. 즉 우리가 쓰는 어휘에 특성이 반영되어 있다고 본다. 이 가정을 기반으로 인간 특질을 묘사하는 자연 언어로 된 단어들을 분류하고 이를 토대로 평정하고자 한다.
  - 비판점: 언어적으로 성격을 대변하는 용어가 없을 경우, 성격을 이론화하지 못한다는 취약점이 있다. 어떠한 특성을 대변하는 언어가 없다는 이유 하나만으로 그 성격이 포착되지 않을 수도 있는 것이다. 더구나 성실성, 외향성, 우호성처럼 단점이 거의 없고 장점만 있는 어휘들이 있어서 반대 성향인 사람들이 거부감을 가질 수 있다.
- Cross - culture Research: 다양한 문화권에서의 연구
  - 특성 이론의 강점 중의 하나이다. 즉 Big 5 특성 이론은 다양한 문화의 언어와 사람들을 대상으로 연구 및 적용이 되었다. 그렇기 때문에 특성 이론가들은 인류보편적으로 일반화가 가능하다고 본다.
  - 비판점 :모든 언어들은 1:1로 번역될 수 없다. 각 문화마다 성격을 표현하는 언어들이 문화마다 언어적으로 미묘한 차이가 있기 때문이다. 이러한 문제점을 극복하기 위해 자국 심리학자들이 자국 문화에 맞게 언어 용어를 변경하여 적용시키고 있다. 또한 문화에 따른 차이를 줄이기 위해 5요인 각각에 하위 요인 6개 분류를 추가했다. 이를 토대로 특성 이론가들은 인류보편적 적용이 가능한지에 대한 증명 연구 활동을 활발히 하고 있다.

## 같이 보기
- 마이어스-브릭스 유형 지표(MBTI)
- 목표성향
- 손디 테스트 (Szondi test)
- 핵심자기평가 (Core self-evaluations)
- DISC 평가 (DISC assessment)
- 이론
  - 도덕적 기반 이론 (Moral foundations theory)
  - 특성 이론 (Trait theory)
- 학문
  - 성격심리학